# ديك سبرينغر
ديك سبرينغر هو سياسي أمريكي، ولد في 25 يناير 1948 في بورتلاند في الولايات المتحدة. نشط حزبياً في الحزب الديمقراطي. وقد انتخب عضو مجلس نواب أوريغون ‏.